# Artem Bondarenko
Artem Joerijovytsj Bondarenko (Oekraïens: Артем Юрійович Бондаренко; Tsjerkasy, 21 augustus 2000) is een Oekraïens voetballer die doorgaans speelt als middenvelder. In maart 2020 debuteerde hij voor Sjachtar Donetsk.

## Clubcarrière
Bondarenko begon te voetballen in de jeugd van YSS Tsjerkasy, ging daarna na de opleiding van Dnipro en kwam via Dnipro-80 Tsjerkasy en RVUFK Kiev terecht in de jeugdopleiding van Sjachtar Donetsk. Bij deze club maakte hij in het seizoen 2019/20 zijn professionele debuut. Op 1 maart 2020 mocht de middenvelder voor het eerst meespelen, toen in de Premjer Liha gespeeld werd op bezoek bij Vorskla Poltava. Die club won door een doelpunt van Roeslan Stepanjoek met 1–0. Bondarenko moest van coach Luís Castro op de reservebank beginnen en mocht in de rust invallen voor Alan Patrick.
In de zomer van 2020 werd hij voor de duur van één seizoen verhuurd aan FK Marioepol. Tijdens zijn derde optreden voor Marioepol tekende Bondarenko voor zijn eerste professionele doelpunt. Op bezoek bij Dnipro-1 opende hij na zesentwintig minuten spelen de score. Oleksij Choblenko zorgde hierop voor de gelijkmaker. Door een doelpunt van Danylo Sahoetkin won Marioepol het duel uiteindelijk met 1–2. In november 2021 werd het contract van Bondarenko verlengd tot medio 2025. In januari 2024 kwamen er nog eens drieënhalf jaar extra bij zijn contract.

## Clubstatistieken
| Seizoen | Club             | Competitie   | Competitie | Competitie | Beker | Beker | Internationaal | Internationaal | Totaal | Totaal |
| Seizoen | Club             | Competitie   | Wed.       | Dlp.       | Wed.  | Dlp.  | Wed.           | Dlp.           | Wed.   | Dlp.   |
| ------- | ---------------- | ------------ | ---------- | ---------- | ----- | ----- | -------------- | -------------- | ------ | ------ |
| 2019/20 | Sjachtar Donetsk | Premjer Liha | 5          | 0          | 0     | 0     | 0              | 0              | 5      | 0      |
| 2020/21 | → FK Marioepol   | Premjer Liha | 21         | 8          | 2     | 0     | —              | —              | 23     | 8      |
| 2021/22 | Sjachtar Donetsk | Premjer Liha | 6          | 1          | 1     | 0     | 2              | 0              | 9      | 1      |
| 2022/23 | Sjachtar Donetsk | Premjer Liha | 28         | 9          | 0     | 0     | 10             | 1              | 38     | 10     |
| 2023/24 | Sjachtar Donetsk | Premjer Liha | 21         | 4          | 4     | 2     | 6              | 0              | 31     | 6      |
| 2024/25 | Sjachtar Donetsk | Premjer Liha | 24         | 9          | 3     | 0     | 8              | 0              | 35     | 9      |
| Totaal  | Totaal           | Totaal       | 105        | 31         | 10    | 2     | 26             | 1              | 141    | 34     |

Bijgewerkt op 25 april 2025.

## Interlandcarrière
Bondarenko werd in april 2021 door bondscoach Andrij Sjevtsjenko opgenomen in de voorselectie van het Oekraïens voetbalelftal voor het uitgestelde EK 2020. Op dat moment had hij nog geen interlands achter zijn naam staan. In de uiteindelijke selectie werd hij niet opgenomen.

## Erelijst
| Premjer Liha           | 3 | 2019/20, 2021/22, 2022/23 |
| Soeperkoebok Oekrajiny | 1 | 2021                      |